# Giovanni Battista Bissoni

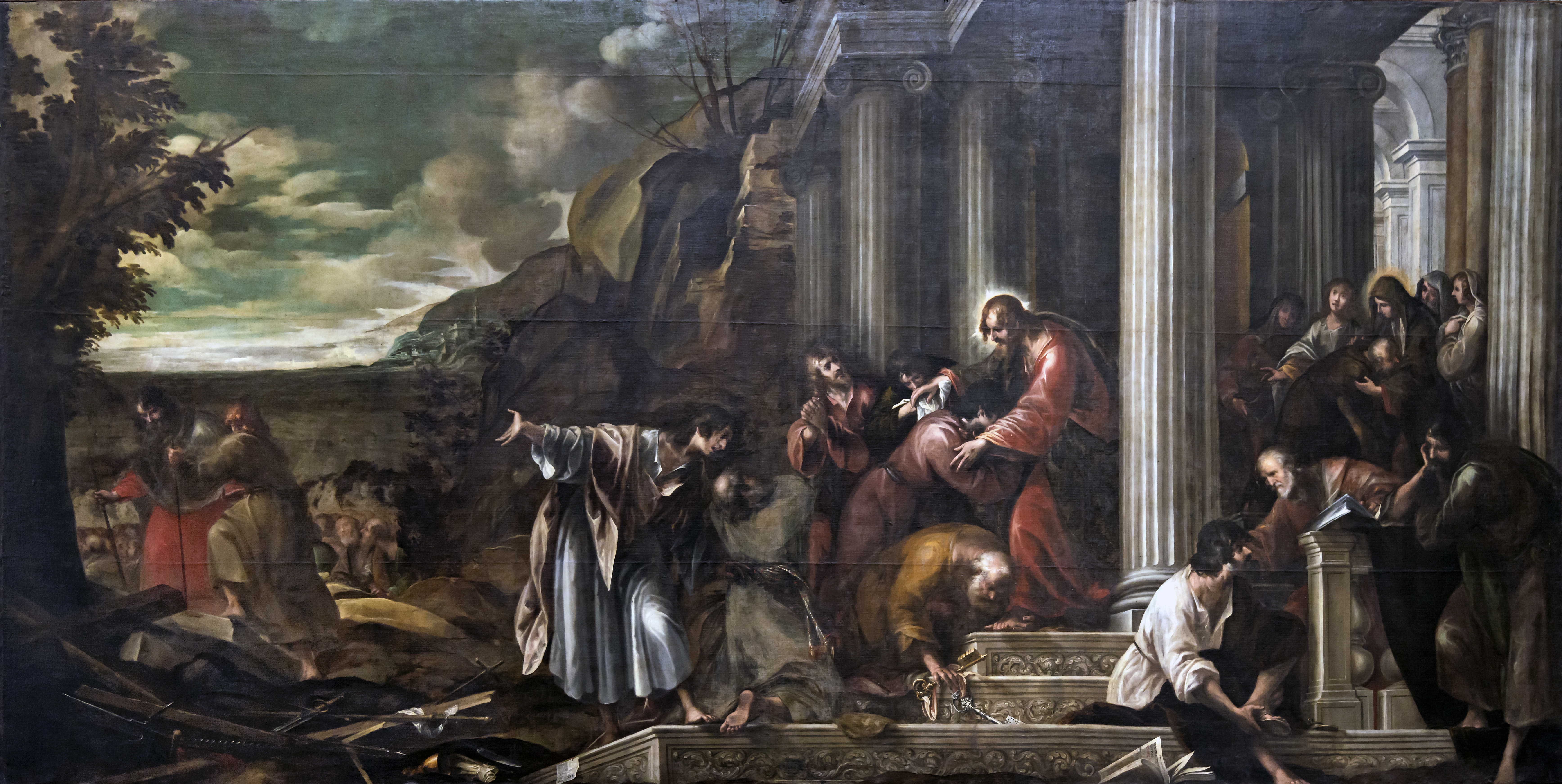
La missione degli Apostoli Basilica di Santa Giustina

Giovanni Battista Bissoni (Padova, 1576 – 1636) è stato un pittore italiano.

## Biografia
Giovanni Battista Bissoni fu inizialmente allievo di Francesco Apollodoro, un ritrattista, ed in seguito di Dario Varotari il Vecchio. Le sue opere più importanti sono le decorazioni per le chiese e i monasteri di Padova e Ravenna, ricordate da Carlo Ridolfi, secondo il quale il Bissoni godette di una particolare stima in patria.